# ويليام ديك
ويليام ديك (بالإنجليزية: William Dick)‏ (11 أكتوبر 1922 في أستراليا - 27 مارس 2004 بملبورن في أستراليا) هو لاعب كريكت أسترالي. لعب مع فريق فكتوريا للكريكت.

## وصلات خارجية
- ويليام ديك على موقع إي آس بي آن كريك إنفو (الإنجليزية)